# 武田信昌
武田信昌（日语：／ Takeda Nobumasa，？—1505年10月13日）是日本室町時代中期武將，甲斐武田氏第16代家督，甲斐國守護大名。第15代家督武田信守之子、第17代家督武田信繩之父、戰國名將武田信玄的曾祖父。通稱五郎。被譽為武田家中興之主。 

## 生平
父親信守於康正元年（1455年）逝世，信昌以9歲之齡繼承為家督，但是實權由守護代跡部氏（跡部明海（駿河守）與跡部景家（上野介）父子）掌握。有記載武田信守留下打倒守護代跡部氏的遺言，但是未能確定。
長祿元年（1457年），小河原合戰及馬場合戰後令到同出一門的吉田氏和岩崎氏斷絕（『一蓮寺過去帳』）。寬正5年（1464年）跡部明海逝世，翌信濃諏訪領主諏訪信滿援助下狩沢合戰擊敗了跡部景家，景家於小田野城自殺。這樣令跡部氏感到被排斥，甲斐國内的有力國衆勢力抬頭對外部勢力入侵慼到憤怒。寛正6年（1465年），享德之亂爆發，室町幕府下令今川義忠出兵進攻關東，武田信昌出兵參戰。
文明4年（1472年），信濃佐久郡的國人大井政朝入侵甲斐八代郡、花鳥山（山梨縣笛吹市），武田信昌出兵戰鬥（『勝山記』）。其後信昌看出大井的弱點，反攻入侵佐久郡。同時村上氏亦出兵佐久封鎖並阻止其入侵。根據『勝山記』，信昌統治時期飢饉及疫病蔓延，亦發生一揆的起義等事件。在這些之中，延德2年（1490年），與穴山氏及大井氏（武田大井氏）的合戰（『王代記』）開始爆發、穴山氏、大井氏、今井氏、小山田氏等國內有影響力的氏族開始獨立運動。  
明應元年（1492年）將家督之位讓給長子武田信繩後隱居。創建矢坪（山梨市矢坪）的永昌院和菩提寺。此外，因為他被稱為"落合御前”（「武田信縄書状」（『向獄寺文書』）。 
儘管家督之位已讓長子信繩繼承，信昌其後又希望次子油川信惠繼承家督之位。信昌與信惠一方與信繩内訌，雙方都有支持自己的有力氏族及外部勢力所支持，甲斐國因此變得非常混亂。明應7年（1498年），雙方一度和睦，但是伊豆的伊勢盛時（北條早雲）介入此對抗，盛時的威脅觸動了信昌、信惠一方與信繩的抗爭再次爆發。明應七年（1498年），明應地震發生，南伊豆的堀越公方殘黨在地震後向伊勢盛時投降。甲斐國同樣也受到了地震的波及，田地、村莊遭到損害，軍糧、兵員無法及時補給，武田信昌父子方才停戰。作為停戰的條件，武田信繩向伊勢盛時交出在他庇護下的堀越公方足利茶茶丸，最終足利茶茶丸自盡而死。在與信繩抗争期間的永正2年（1505年）以59歳之齡逝世。法名為永昌院殿傑山勝公大禪定門（根據『甲斐国志』）。 
武田信昌攻滅守護代跡部氏，重振甲斐守護的權力，被譽為武田氏的中興之祖。因為這個緣故，後來武田家麾下的許多家臣的名字裡都帶有“昌”字偏諱。可惜在他晚年，打算廢長立幼，招致內戰令甲斐國分割兩份，而武田氏無法以戰國大名的身份飛躍。這次叛亂一直持續到永正5年（1508年），當他的孫子武田信虎討伐並消滅油川信惠的勢力後，武田氏才再新一統。
根據『武田源氏一統系圖』，武田信昌有有一子名為歸雲軒宗存。生沒年不詳，已知是他已經出家。另外，甲府市上曾根位於曹洞宗寺院的龍華院之四世住職有一個名為大用宗存，大用宗存是大和國高市郡出身而在龍華院住職。除此之外，他亦成為三星院（中央市木原）的中興人物，歸雲軒宗存被指是可能是別一位僧人。